# Erasmo Paravicini
Erasmo Paravicini (Gaeta, 1580 – Alessandria, 30 settembre 1640) è stato un vescovo cattolico e nunzio apostolico italiano.

## Biografia
Erasmo Paravicini nacque a Gaeta nel 1580, figlio di Pier Francesco, cavaliere dell'ordine di San Giacomo, e di Giulia Porcari.
Nipote del cardinale Ottavio Paravicini (1552-1611), fu, al pari dello zio, nominato vescovo di Alessandria (della Paglia)  il 14 marzo 1611 e consacrato il successivo 10 aprile.
Nel 1613 papa Paolo V lo inviò in veste di nunzio apostolico a Graz (Austria) presso l'arciduca Ferdinando d’Asburgo (dal 1619 imperatore del S.R.I.).
In seguito alla forte supplica della popolazione di Alessandria che lo rivoleva in città, papa Gregorio XV lo richiamò nel 1622, in concomitanza con la soppressione della nunziatura conseguente alla perdita di Graz del ruolo di residenza della Casa imperiale.
Morì ad Alessandria il 30 settembre 1640 e fu sepolto nella Cattedrale.
Lasciò per testamento alcune rendite ai fratelli e le altre maggiori sostanze alla Chiesa di San Carlo dei Milanesi di Roma (Basilica di San Carlo al Corso). Con i frutti della munifica eredità fu costruita nel transetto di destra una cappella barocca dedicata all'Immacolata Concezione, magnificamente decorata e completata nel 1769 su progetto di Paolo Posi.

## Genealogia episcopale
La genealogia episcopale è:
- Arcivescovo Filippo Archinto
- Papa Pio IV
- Cardinale Giovanni Antonio Serbelloni
- Cardinale Carlo Borromeo
- Cardinale Ottavio Paravicini
- Cardinale Giambattista Leni
- Vescovo Erasmo Paravicini